# Urahari
Urahari (nep. उरहरी) – gaun wikas samiti w zachodniej części Nepalu w strefie Rapti w dystrykcie Dang Deokhuri. Według nepalskiego spisu powszechnego z 2001 roku liczył on 1919 gospodarstw domowych i 11269 mieszkańców (5644 kobiet i 5625 mężczyzn).